# Anton Diffring
Anton Diffring (n. 20 octombrie 1918, Koblenz, Germania – d. 20 mai 1989, Franța) a fost un actor german.

## Filmografie
- Convoy (1940) .... U-Boat officer (nemenționat)
- Neutral Port (1940) .... Sailor (nemenționat)
- State Secret (1950) .... State Police Officer at Theatre
- Highly Dangerous (1950) .... Officer At Station Check Point (nemenționat)
- Hotel Sahara (1951) .... German soldier (nemenționat)
- Appointment with Venus (1951) .... 2nd German soldier
- The Woman's Angle (1952) .... Peasant
- Song of Paris (1952) .... Renoir
- Top Secret (1952) .... East German policeman (uncredited)
- Never Let Me Go (1953) .... Hotel Desk Clerk (nemenționat)
- The Red Beret (1953) .... The Pole
- Park Plaza 605 (1953) .... Gregor
- Albert R.N. (1953) .... Hauptmann Schultz
- Operation Diplomat (1953) .... Shroder
- Betrayed (1954) .... Captain Von Stanger
- The Sea Shall Not Have Them (1954) .... German Pilot
- The Colditz Story (1955) .... Fischer
- I Am a Camera (1955) .... Fritz Wendel
- Doublecross (1956) .... Dmitri Krassin
- The Black Tent (1956) .... Senior Nazi Officer
- Reach for the Sky (1956) .... German Stabsfeldwebel
- House of Secrets (1956) .... Anton Luaderbach
- The Traitor (1957) .... Joseph Brezina
- The Crooked Sky (1957) .... Fraser
- Lady of Vengeance (1957) .... Karnak
- Seven Thunders (1957) .... Colonel Trautman
- A Question of Adultery (1958) .... Carl Dieter
- Mark of the Phoenix (1958) .... Inspector Schell
- The Man Who Could Cheat Death (1959) .... Dr. Georges Bonnet
- Circus of Horrors (1960) .... Dr. Schuler
- Enter Inspector Duval (1961) .... Inspector Duval
- Incident at Midnight (1963) .... Dr. Erik Leichner
- A Mission for Mr. Dodd (1964) .... Howard
- de⁠(Lana – Königin der Amazonen)[– Königin der Amazonen&page=de&targettitle=de traduceți] (1964) .... Professor Van Vries
- Operation Crossbow (1965) .... SS Sturmbannfuhrer (uncredited)
- Shots in Threequarter Time (1965) .... Burger
- Eroii de la Telemark (1965)  .... Maior Frick
- The Blue Max (1966) .... Holbach
- Fahrenheit 451 (1966) .... Fabian
- The Double Man (1967) .... Berthold
- Counterpoint (1968) .... Colonel Arndt
- Where Eagles Dare (1968) .... Colonel Paul Kramer
- Man on Horseback (1969) .... Kurfürst
- Uccidete Rommel⁠(it)[traduceți] (Kill Rommel!, 1969) .... Captain Richard Howell
- Zeppelin (1971) .... Colonel Hirsch
- The Iguana with the Tongue of Fire (1971) .... Ambassador Sobiesky
- The Day the Clown Cried (1972) .... Captain Curt Runkel
- The Stuff That Dreams Are Made Of (1972)
- Little Mother (1973) .... The Cardinal
- Mark of the Devil Part II (1973) .... Balthasar von Ross
- Seven Deaths in the Cat's Eye (1973) .... Dr. Franz
- The Battle of Sutjeska (1973) .... General Alexander Lohr
- Tony Arzenta (1973) .... Grunwald
- Dead Pigeon on Beethoven Street (1974) .... Mensur
- Shatter (1974) .... Hans Leber
- The Beast Must Die (1974) .... Pavel
- Borsalino & Co. (1974)
- Die Antwort kennt nur der Wind (1974) .... John Keelwood
- Operation Daybreak (1975) .... Reichsprotektor Reinhard Heydrich
- Potato Fritz (1976) .... Lieutnant Slade
- The Swiss Conspiracy (1976) .... Franz Benninger
- Love Letters of a Portuguese Nun (1977) .... Old Priest
- Vanessa (1977) .... Cooper
- Waldrausch (1977)
- L'imprécateur (1977) .... Ronson
- Valentino (1977) .... Baron Long
- Les Indiens sont encore loin (1977) .... Le professeur d'allemand
- Son of Hitler (1978) .... Gernheim
- The Unicorn (1978) .... Blomich
- Io sono mia (1978) .... Padre di Suna
- Der Durchdreher (1979) .... Gloria's first husband
- Tusk (1980) .... John Morrison
- Drumul spre victorie (1981) .... German - Chief Commentator - The Commentators
- de⁠(Der Schnüffler)[Schnüffler&page=Der+Schn%C3%BCffler+%281983%29&targettitle=de traduceți] (1983) .... Colonel Henderson
- S.A.S. à San Salvador (1983) .... Peter Reynolds
- Marie Ward - Zwischen Galgen und Glorie (1985) .... Kardinal Millini
- Operation Dead End (1986) .... Prof. Lang
- Wahnfried (1986) .... Franz Liszt
- Der Sommer des Samurai⁠(de)[traduceți] (1986) .... Wintrich
- Faceless (1987) .... Dr. Karl Heinz Moser
- Anna – Der Film⁠(de)[traduceți] (1988) .... George Mamoulian (ultimul rol de film)